# Barbara Bludau
Barbara Bludau (* 28. Juni 1946 in Herne) ist eine deutsche Juristin und Wissenschaftsmanagerin.

## Leben
Barbara Bludau studierte Rechtswissenschaften in Göttingen, München, Bonn und Köln und wurde 1974 an der Rheinischen-Friedrich-Wilhelms-Universität Bonn promoviert. In den 1980er Jahren war sie FDP-Bundesvorstandsmitglied. Sie war Polizei-Vizechefin in Köln und bekleidete von 1987 bis 1993 als erste Frau den Posten einer Staatsrätin in der Hamburger Innenbehörde. Damit war sie für den gesamten Sicherheitsapparat der Hansestadt: Polizei, Verfassungsschutz, Feuerwehr und Katastrophenabwehr verantwortlich. In der Zeit von 1995 bis 2011 war die Juristin Generalsekretärin der Max-Planck-Gesellschaft. Seit 2011 ist sie als Rechtsanwältin in der Münchener Kanzlei Pöllath und Partners von Reinhard Pöllath tätig. Zugleich ist sie Mitglied des Hochschulrates der Universität zu Köln.
Bludau ist geschieden und hat einen Sohn.

## Ehrungen
- 2013: Verdienstkreuz am Bande der Bundesrepublik[4]